# Olivier Pain (journaliste)
Pour les articles homonymes, voir Pain.
Olivier Pain, né à Troyes le 17 avril 1845 et mort au Soudan le 15 novembre 1884, est un journaliste, ami d'Henri Rochefort et communard français qui, après avoir été amnistié, finit sa vie au Soudan lors de la Guerre des mahdistes.

## Biographie

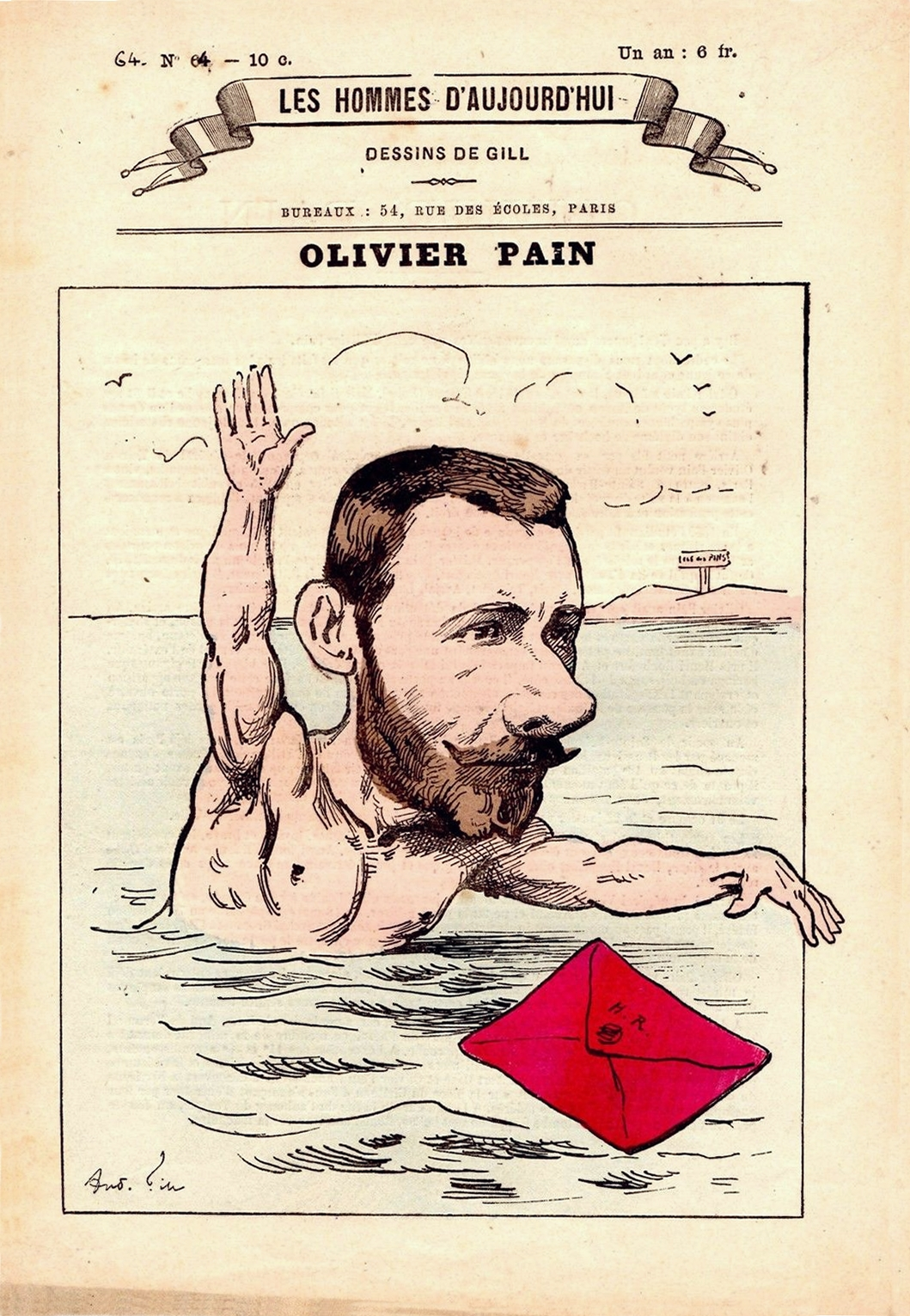
Portrait-charge par André Gill pour Les Hommes d'aujourd'hui, n° 64, 1880.

Fils d'un banquier troyen, il a été élevé en Normandie. Il obtient son baccalauréat et commence des études de Droit vers la fin du second empire. Il fréquente les milieux étudiants critiquant le pouvoir et commence à écrire dans différents journaux comme La Marseillaise ou La Lanterne dirigés par Henri Rochefort ce qui lui vaudra ses premières condamnation pour délit de presse. C'est à la prison Sainte-Pélagie qu'il retrouve Henri Rochefort avec lequel commence une longue amitié.
En 1871, il rejoint tout naturellement le parti de la Commune de Paris et devient chef de cabinet de Paschal Grousset aux Relations extérieures. Il se fait remarquer pour ses positions radicales, dans un article de L'Affranchi : il réclame la Loi du talion contre les Versaillais. Lors de la semaine sanglante, il est blessé sur la barricade du Château d'eau, réussit à s'enfuir mais est finalement arrêté à Rouen le 27 juillet 1871.

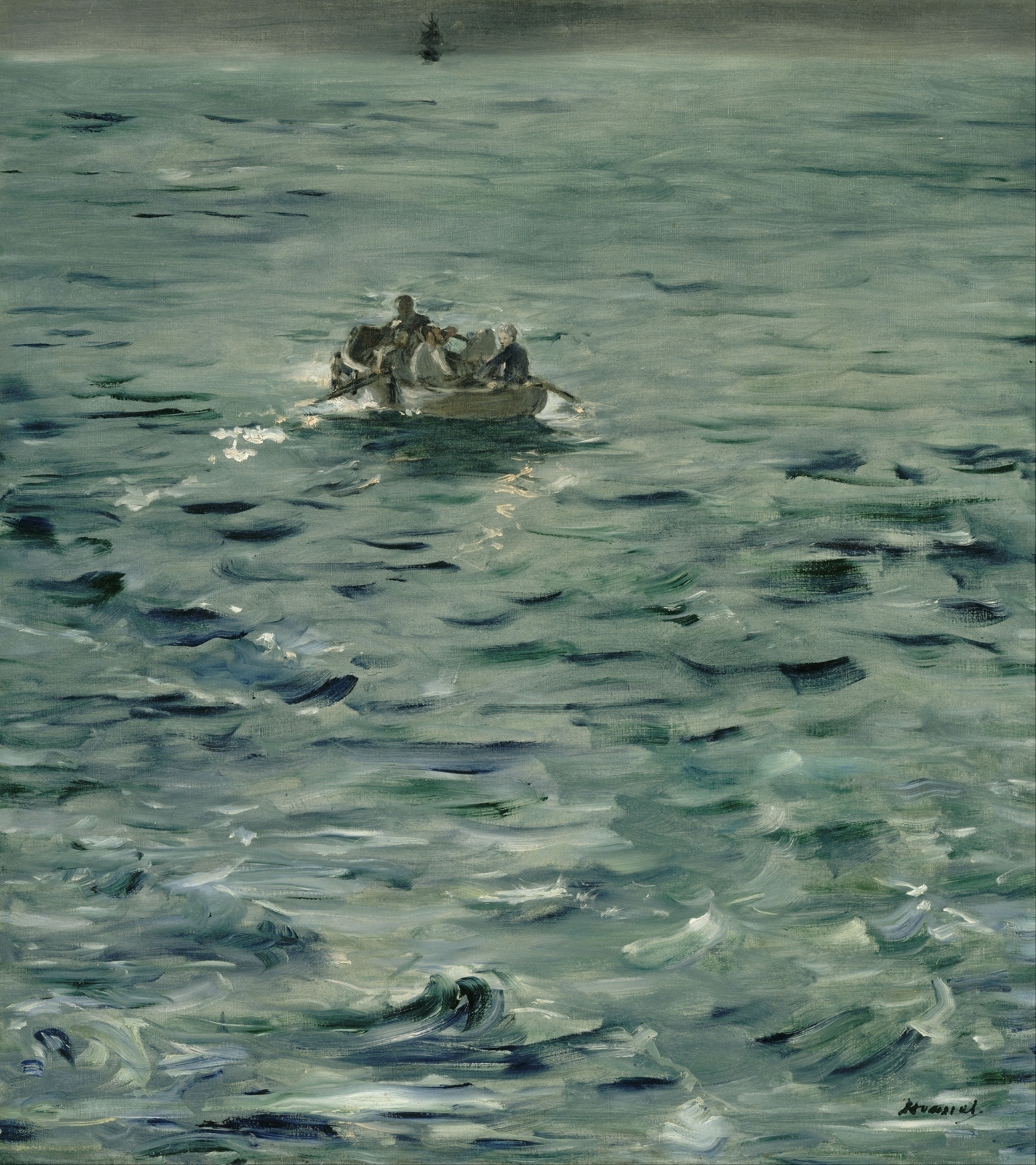
Tableau d'Edouard Manet, L'Évasion de Rochefort.

Jugé et condamné à la déportation en Nouvelle-Calédonie il y est rejoint quelque temps plus tard par Rochefort. Avec ce dernier, Grousset, François Jourde et deux autres détenus, il réussit à s'évader, d'abord à la nage puis à bord d'une baleinière. Cette évasion aurait été aidée par les Francs-maçons australiens. L'évènement fait les gros titres en France, c’est la seule évasion réussie de toute l'histoire du bagne de Nouvelle-Calédonie. En 1881, Édouard Manet en fera même un tableau : L'Évasion de Rochefort . Les évadés passent par l'Australie puis se séparent, Pain et Rochefort rejoignent Londres le 18 juin 1874 et reprennent contact avec la presse française.
En 1877, olivier Pain est correspondant de La Lanterne et du quotidien lyonnais Le Bien public sur la guerre russo-turque. Il devient l'ami d'Osman Pacha, le général turc qui dirige la défense de Plevna et il combat contre les russes. Il est fait prisonnier et reste en Russie jusqu'à la fin de la guerre en 1878.
En 1880, il bénéficie de l'amnistie des communards et peut revenir en France. Il se met à la rédaction d'une longue biographie de Henri Rochefort qui paraitra en 1879. En 1884 il est correspondant de guerre du Figaro et du Temps sur le conflit égypto-turco-anglais au Soudan. Poussé par ses idéaux révolutionnaires, il rejoint les troupes de Mohamed Ahmed ibn Abd Allah qui vient de se proclamer Mahdi et qui assiège Khartoum tenu par les Anglais.
Arrivé à El Obeid par Dongola le 15 août 1884, Pain est d'abord traité en prisonnier par les mahdistes. Relâché, il parvient ensuite à se rendre au village de Busata pour y rencontrer le Mahdi, qui l'accueille cependant avec froideur et incrédulité. En route vers Omdourman, Pain commence à souffrir de dysenterie à Shatt. Le 15 novembre, il tombe de son chameau près d'Om Sadik, où les mahdistes l'enterrent dans le sable, sans s'être forcément assurés de sa mort.

## Œuvre
- Olivier Pain, Henri Rochefort (Paris-Nouméa-Genève), édition Périnet, 1879[4]

## Collaborations
- Olivier Pain a écrit, notamment sous le pseudonyme « Olivier Tolcès » dans Le Mot d'ordre, La Marseillaise, Le Figaro, L'Intransigeant, L'Affranchi, Le Temps, La Lanterne, Le Bien public[5].
- Avec Charles Tabaraud, Les évadés de la Commune, série d’articles dans L’Intransigeant (1880).
- Vers 1881, il écrit Henri Rochefort (Paris - Nouméa - Genève), sous-titré Histoire inédite de la vie de Henri Rochefort et  publié par les éditions Périnet[6].